# Алексей Аксух
Алексей Аксух (греч. Ἀλέξιος Ἀξούχ или Ἀξοῦχος) — византийский государственный деятель XII века.
Алексей был сыном Иоанна Аксуха, известного военачальника времён правления императора Иоанна II Комнина. Кроме того, он был связан с правящей династией Комнинов в результате женитьбы на Марии Комнине, дочери старшего сына и соправителя Иоанна II Алексея. В звании протостратора (второй титул по старшинству в византийской армии) Алексей участвовал в нескольких военных кампаниях в середине правления императора Мануила I Комнина. Летом 1157 года император доверил ему посольство на Сицилию к королю Вильгельму I. Там Алексей тайно набирал наёмников для поддержки сицилийских бунтовщиков. В 1158 году Сицилия заключила с византийцами мир. Алексей принимал участие в неудачном походе императора в Южной Италии в 1158 году, был дукой Киликии в 1165 году и, возможно, участвовал в войне с Венгрией в 1166 году.
В 1167 году Алексей впал в немилость императора Мануила по обвинению в заговоре против него. Одной из причин был своеобразный акт оскорбления величества: он украсил один из своих дворцов в Константинополе великолепными фресками с изображениями походов и побед султана Иконии Кылыч-Арслана II, а не, как было общепринятым, с деяниями самого Мануила. Среди прочего, Алексея обвинили в колдовстве и организации заговора с латинским магом против императрицы Марии Антиохийской, чтобы воспрепятствовать рождению наследника. Историк Иоанн Киннам утверждал, что обвинения в заговоре были подлинными, но Никита Хониат считает, что Аксух был небезопасен для власти Мануила. Какой бы не была истина, Алексей был признан виновным и заключен в монастырь до конца своих дней.
Алексей Аксух имел двух сыновей, один из которых, Иоанн Комнин Толстый, был во главе неудачного восстания против императора Алексея III Ангела в июле 1201 года и был убит во время него.